# Handball-Bayernliga 1969/70
Die Saison 1969/70 der Handball-Bayernliga war die zwölfte Spielzeit der höchsten bayerischen Handballliga, die unter dem Dach des „Bayerischen Handballverbandes“ (BHV) organisiert wurde und zugleich die erste Saison, in der die Bayernliga an einer dritthöchsten Spielklasse im deutschen Ligensystem teilnahm.

## Saisonverlauf
Meister und Aufsteiger zur Regionalliga Süd war der TSV 1860 Ansbach. Ansbach konnte sich bei den Aufstiegsspielen gegen den Württemberg-Meister TV 1893 Neuhausen durchsetzen. Vizemeister wurde der Post SV Regensburg. Absteiger war der FC Augsburg (Handball).

### Teilnehmer
An der Bayernliga 1969/70 nahmen 8 Mannschaften teil. Neu in der Liga waren der 1. FC Nürnberg  (Handball) und der FC Augsburg (Handball), beides Aufsteiger aus der untergeordneten Landesverbandsliga Bayern. Nicht mehr dabei waren die Aufsteiger TSV Allach 09, TSV Milbertshofen und die Vorsaisonabsteiger ESV München-Laim, TSV 09 Landshut.

### Modus
Es wurde eine Hin- und Rückrunde gespielt. Platz eins war der Bayerische Meister mit Teilnahmerecht an den Aufstiegsspielen zur Regionalliga Süd 1970/71. Platz acht musste als Absteiger den Weg in die untergeordnete Landesverbandsliga antreten.

### Abschlusstabelle

Bereich des „Bayerischen Handballverbandes“ (BHV)

Saison 1969/70 
|    | Mannschaft                 | Spiele | Punkte |
| -- | -------------------------- | ------ | ------ |
| 1. | TSV 1860 Ansbach           | 14     | 26:2   |
| 2. | Post SV Regensburg         | 14     | 20:8   |
| 3. | Regensburger TS            | 14     | 17:11  |
| 4. | TV Coburg-Neuses           | 14     | 14:14  |
| 5. | TSV 1861 Zirndorf          | 14     | 13:15  |
| 6. | TG 1848 Würzburg           | 14     | 8:20   |
| 7. | 1. FC Nürnberg (N)         | 14     | 8:20   |
| 8. | FC Augsburg (Handball) (N) | 14     | 6:22   |

(N) = Neu in der Liga (Aufsteiger) 

 Meister und Aufsteiger zur Handball-Regionalliga Süd 1970/71
 „Für die Bayernliga 1970/71 qualifiziert“ 
  „Absteiger“

### Aufstiegsspiele zur Regionalliga Süd
TSV 1860 Ansbach - TV 1893 Neuhausen 	11:6,  8:13,  16:12